# Абызбаев, Измаил Ибрагимович
Измаил Ибрагимович Абызбаев (1929—1997) — советский и российский учёный, доктор технических наук (1988), член Академии наук Республики Башкортостан (отделения нефти и газа).
Автор более 150 научных трудов, в том числе 5 монографий.

## Биография
Родился 11 января 1929 года в Уфе в семье башкирского государственного деятеля Ибрагима Хафизовича Абызбаева.
В 1951 году окончил Московский институт нефти и газа (ныне Российский государственный университет нефти и газа), специальность — горный инженер по разработке нефтяных и газовых месторождений.
В 1952—1956 годах работал на нефтепромыслах объединения «Башнефть». С 1956 года находился на научной работе в Башкирском научно-исследовательском и проектном Институте нефтяной промышленности (БашНИПИнефть, ныне Государственное унитарное предприятие «Башкирский научно-исследовательский и проектно-конструкторский институт нефтяного машиностроения»): в 1975—1985 годах был заместителем директора по науке, с 1986 года — главным научным сотрудником. В 2008 году защитил Основными направлениями его научно-практической деятельности были проектирование и анализ разработок нефтяных месторождений с трудноизвлекаемыми запасами нефти, а также создание комплексной методики анализа разработки разреза палеозойских отложений с учётом особенностей гидрогеологического строения и геохимических свойств пластовых жидкостей.
Измаил Ибрагимович являлся одним из руководителей проектов по разработке нефтяных месторождений Башкортостана — Арланского, Шкаповского, Манчаровского и других. Руководил составлением проектов и анализом разработок нефтяных месторождений Алжира и Ирана.
Умер 4 сентября 1997 года в Уфе. Его сын — Ибрагим Измаилович Абызбаев, названный в честь деда, тоже стал нефтяником, доктором технических наук.
Заслуженный деятель науки и техники Башкирской АССР (1977), отличник нефтяной промышленности СССР (1971), награждён орденом «Знак Почета» (1976) и медалями.